# استار ایویشین
استار ایویشین (به انگلیسی: Star Aviation) یک شرکت هواپیمایی است که در تاریخ ۲۰۰۱ میلادی تأسیس شده و در تاریخ ۲۰۰۱ فعالیتش را آغاز کرده‌است.
دفتر مرکزی استار ایویشین در الجزایر واقع شده‌است و قطب این شرکت هواپیمایی در فرودگاه کریم بلقاسم قرار دارد.